# Totonaque du haut Necaxa
Le totonaque du haut Necaxa (ou totonaque de Patla-Chicontla) est une langue totonaque parlée dans l'État de Puebla, au Mexique.

## Une langue menacée
Le parler totonaque du haut Necaxa est localisé dans la vallée de la Necaxa de la Sierra Norte de Puebla. C'est la langue des villages de Patla, Chicontla et de Cacahuatlan. Si la langue est parlée par environ 3 000 personnes, celles-ci sont en majorité âgées de plus de quarante ans et seuls quelques enfants sont des locuteurs.

## Classification
Le parler totonaque du haut Necaxa appartient à la famille de langues amérindiennes des langues totonaques.

## Écriture
| A: a: | A:' a:' | A a | A' a' | Ch ch   | E: e:   | E:' e:' | E e   | E' e' | H h     | I: i: | I:' i:' | I i | I' i' |
| J j   | K k     | L l | Lh lh | Lh’ lh’ | M m     | N n     | Nh nh | O: o: | O:' o:' | O o   | O' o'   | P p | R r   |
| S s   | S’ s’   | T t | Tz tz | U: u:   | U:' u:' | U u     | U' u' | Uj uj | W w     | X x   | X’ x’   | Y y |       |

## Phonologie
Les tableaux présentent les phonèmes du totonaque parlé à Pantla et Chicontla, les voyelles et les consonnes.

### Voyelles
|         | Antérieure                  | Centrale                    | Postérieure                 |
| ------- | --------------------------- | --------------------------- | --------------------------- |
| Fermée  | i [i] iː [iː] ḭː [ḭ] [ḭː]   |                             | u [u] uː [uː] ṵ [ṵ] ṵː [ṵː] |
| Moyenne | e [e] eː [eː] ḛ [ḛ] ḛː [ḛː] |                             | o [o] oː [oː] o̰ [o̰] o̰ː [o̰ː] |
| Ouverte |                             | a [a] aː [aː] a̰ [a̰] a̰ː [a̰ː] |                             |

### Qualité des voyelles
Les cinq voyelles du totonaque, peuvent être longues, et ces deux séries, peuvent être laryngalisées.

### Consonnes
|            |              | Bilabiale | Alveéolaire | Latérale | Palatale  | Vélaire | Glottale |
| ---------- | ------------ | --------- | ----------- | -------- | --------- | ------- | -------- |
| Occlusives | Occlusives   | p [p]     | t [t]       |          |           | k [k]   | ʔ [ʔ]    |
| Fricatives | Sourdes      |           | s [s]       | ł [ɫ]    | ʃ [ʃ]     | x [x]   |          |
| Fricatives | Glottalisées |           | s' [s’]     | ł' [ɫ’]  | ʃ' [ʃ’]   |         |          |
| Affriquées | Affriquées   |           | ts [t͡s]     |          | tʃ [ t͡ʃ ] |         |          |
| Nasales    | Nasales      | m [m]     | n [n]       |          |           |         |          |
| Liquides   | Liquides     |           | l [l]       |          |           |         |          |

### Allophones
La consonne nasale est modifiée quand elle précède une consonne. Exemples:
- kin-, mon, et puskáːt, épouse, réalisés [kimpuskáːt], mon épouse
- ʔayán, tortue, mais [kiŋʔayán], ma tortue

De même ʃ s'assimile devant [s], [s’] et [ts].
- iʃ-, son et s’á̰ta̰, réalisés [is’á̰ta̰], son enfant
- avec tsíː, mère, [istsíː], sa mère

De plus les phonèmes [ɾ] et [ɲ] existent mais sont limités aux emprunts.